# Rabobank (wielerploeg)/2007
Deze pagina geeft een overzicht van de wielerploeg Rabobank in 2007.
| Naam                            | Geboortedatum | Nationaliteit | Ploeg 2006            |
| ------------------------------- | ------------- | ------------- | --------------------- |
| Mauricio Ardila                 | 12-05-1979    | Colombia      |                       |
| Léon van Bon                    | 28-01-1972    | Nederland     | Davitamon-Lotto       |
| Michael Boogerd                 | 28-05-1972    | Nederland     |                       |
| Jan Boven                       | 28-02-1972    | Nederland     |                       |
| Graeme Brown                    | 08-04-1979    | Australië     |                       |
| Thomas Dekker                   | 06-09-1984    | Nederland     |                       |
| Theo Eltink                     | 27-11-1981    | Nederland     |                       |
| Juan Antonio Flecha             | 17-09-1977    | Spanje        |                       |
| Rick Flens                      | 11-04-1983    | Nederland     | Rabo Continental Team |
| Óscar Freire                    | 15-02-1976    | Spanje        |                       |
| Robert Gesink                   | 31-05-1986    | Nederland     | Rabo Continental Team |
| Bram de Groot                   | 18-12-1974    | Nederland     |                       |
| Mathew Hayman                   | 29-04-1978    | Australië     |                       |
| Max van Heeswijk                | 02-03-1973    | Nederland     | Discovery Channel     |
| Pedro Horrillo                  | 27-09-1974    | Spanje        |                       |
| Dmitri Kozontsjoek              | 05-04-1984    | Rusland       | Rabo Continental Team |
| Sebastian Langeveld             | 17-01-1985    | Nederland     | Skil-Shimano          |
| Gerben Löwik                    | 29-06-1977    | Nederland     |                       |
| Marc de Maar                    | 15-02-1984    | Nederland     |                       |
| Denis Mensjov                   | 25-01-1978    | Rusland       |                       |
| Koos Moerenhout                 | 05-11-1973    | Nederland     | Phonak                |
| Grischa Niermann                | 03-11-1975    | Duitsland     |                       |
| Joost Posthuma                  | 08-03-1981    | Nederland     |                       |
| Michael Rasmussen (tot 25 juli) | 01-06-1974    | Denemarken    |                       |
| Kai Reus                        | 11-03-1985    | Nederland     |                       |
| Thorwald Veneberg               | 16-10-1977    | Nederland     |                       |
| William Walker                  | 31-10-1985    | Australië     |                       |
| Pieter Weening                  | 05-04-1981    | Nederland     |                       |

Ardila ·
van Bon ·
Boogerd ·
Boven ·
Brown ·
Dekker ·
Eltink ·
Flecha ·
Flens ·
Freire · 
Gesink ·
de Groot ·
Hayman · 
van Heeswijk ·
Horrillo ·
Kozontsjoek ·
Langeveld ·
Löwik ·
de Maar ·
Mensjov ·
Moerenhout ·
Niermann ·
Posthuma ·
Rasmussen (tot 31/07) ·
Reus ·
Veneberg ·
Walker ·
Weening
Mannen: 1984 · 1985 · 1986 · 1987 · 1988 · 1989 · 1990 · 1991 · 1992 · 1993 · 1994 · 1995 · 1996 · 1997 · 1998 · 1999 · 2000 · 2001 · 2002 · 2003 · 2004 · 2005 · 2006 · 2007 · 2008 · 2009 · 2010 · 2011 · 2012 · 2013 · 2014 · 2015 · 2016 · 2017 · 2018 · 2019 · 2020 · 2021 · 2022 · 2023 · 2024 · 2025
Lijst van alle renners
Vrouwen: 2021 · 2022 · 2023 · 2024 · 2025
AG2R-La Mondiale · Astana · Bouygues Télécom · Caisse d'Epargne · Cofidis, Le Crédit par Téléphone · Crédit Agricole · Team CSC · Discovery Channel Pro Cycling Team · Euskaltel-Euskadi · La Française des Jeux · Team Gerolsteiner · Lampre - Fondital · Liquigas - Bianchi · Predictor-Lotto · Quick·Step - Innergetic · Rabobank · Saunier Duval - Prodir · Team Milram · T-Mobile Team · Unibet.com